# MKS Pogoń Szczecin
El MKS Pogoń Szczecin és un equip de futbol de Polònia, de la ciutat de Szczecin.

## Història

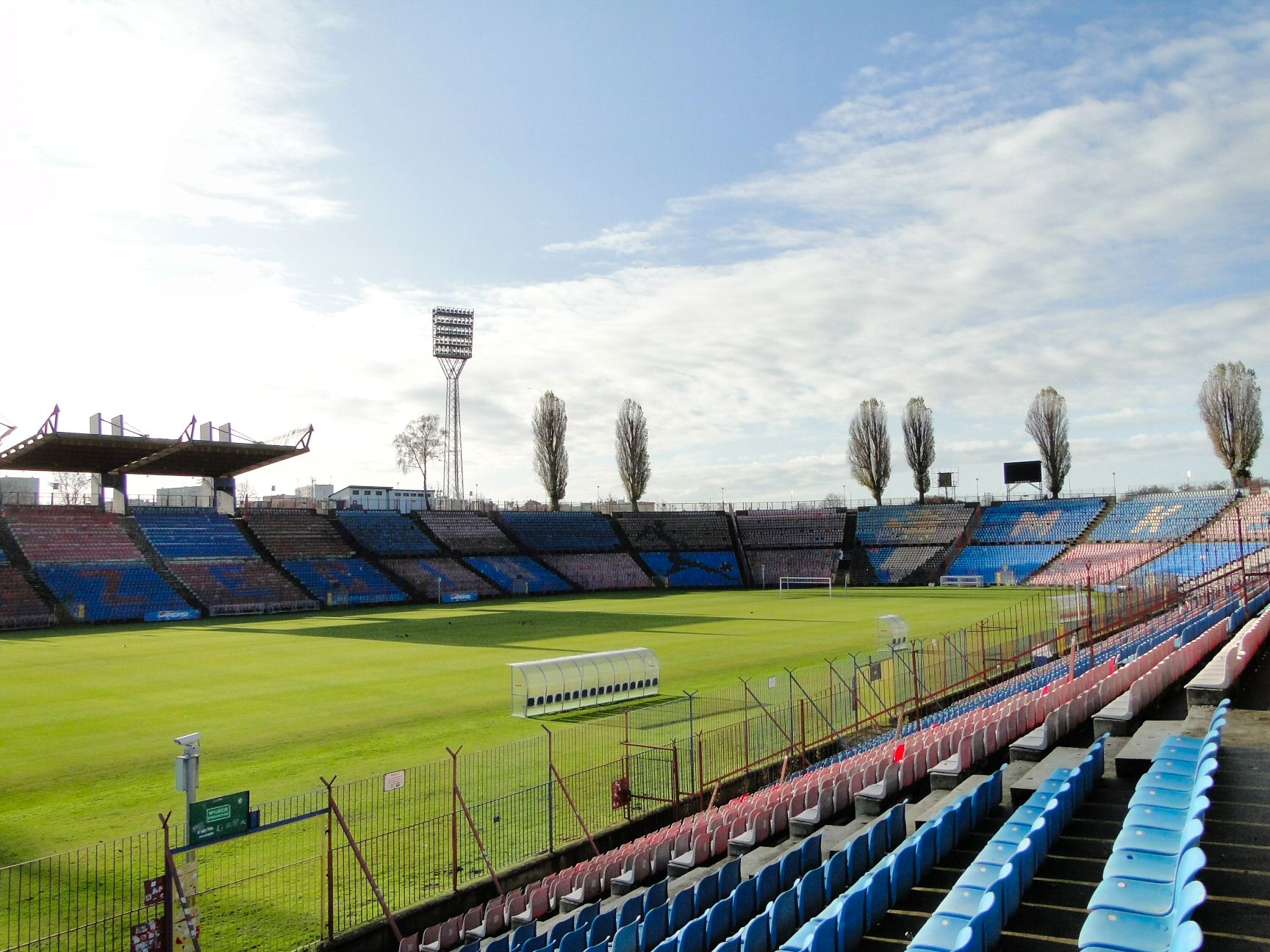
Stadion Miejski.

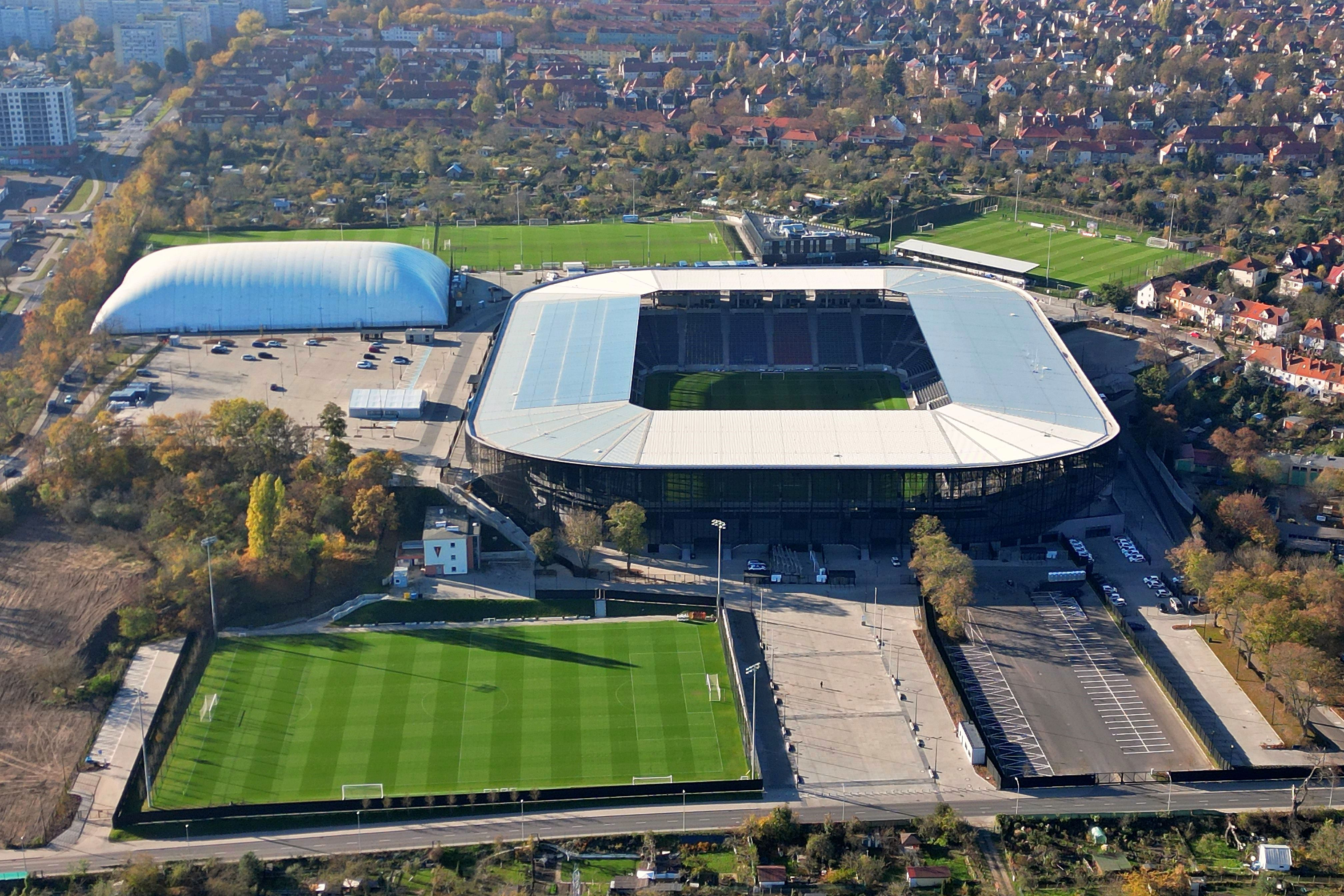
Stadion Miejski, 2022

L'equip es va fundar el 21 d'abril de 1948 a Szczecin, Polònia. La primera vegada que va jugar en la primera divisió (Orange Ekstraklasa) va ser el 1959. El 1987 i el 2001 va quedar en segon lloc de la classificació, i el 1984 va quedar tercer. També va jugar en dos ocasions la final de la copa polonesa, el 1981 i el 1982. Els colors de l'equip són el blau i el grana, i en el seu escut apareix un griu.
Durant la seva història ha rebut les següents denominacions:
- 1948: ZKS Sztorm Szczecin (fusió dels clubs Bokserki SK Sztorm, KS Portowiec i KS Kotwica)
- 1949: Zrzeszenie Sportowe Związkowiec Szczecin
- 1950: Koło Sportowe Zarządu Portu Szczecin
- 1950: Klub Sportowy Kolejarz Szczecin
- 1955: Klub Sportowy Pogoń Szczecin
- 1970: Morski Klub Sportowy Pogoń Szczecin

## Palmarès
- Lliga polonesa de futbol:[2]
  - Finalista el 1986–87, 2000–01
- Copa polonesa de futbol:[3]
  - Finalista el 1980-81, 1981-82, 2009–10, 2023–24

## Uniforme
- Uniforme titular: Samarreta blava, pantaló i mitjons granes.
- Uniforme alternatiu: Samarreta, pantaló i mitjons blancs.

## Jugadors destacats
- Dariusz Adamczuk
- Piotr Celeban
- Robert Dymkouski
- Waldemar Jaskulski
- Zenon Kasztelan
- Adam Kensy
- Marian Kielec
- Mariusz Kuras
- Marek Leśniak
- Andrzej Miązek
- Olgierd Moskalewicz
- Maciej Stolarczyk
- Henryk Wawrowski
- Leszek Wolski